# Сити Нурхализа
Сити Нурхализа (Siti Nurhaliza binti Tarudin, Siti Nurhaliza; 11 января 1979) — малайзийская певица, актриса

, автор песен, музыкальный продюсер и предприниматель.

## Биография

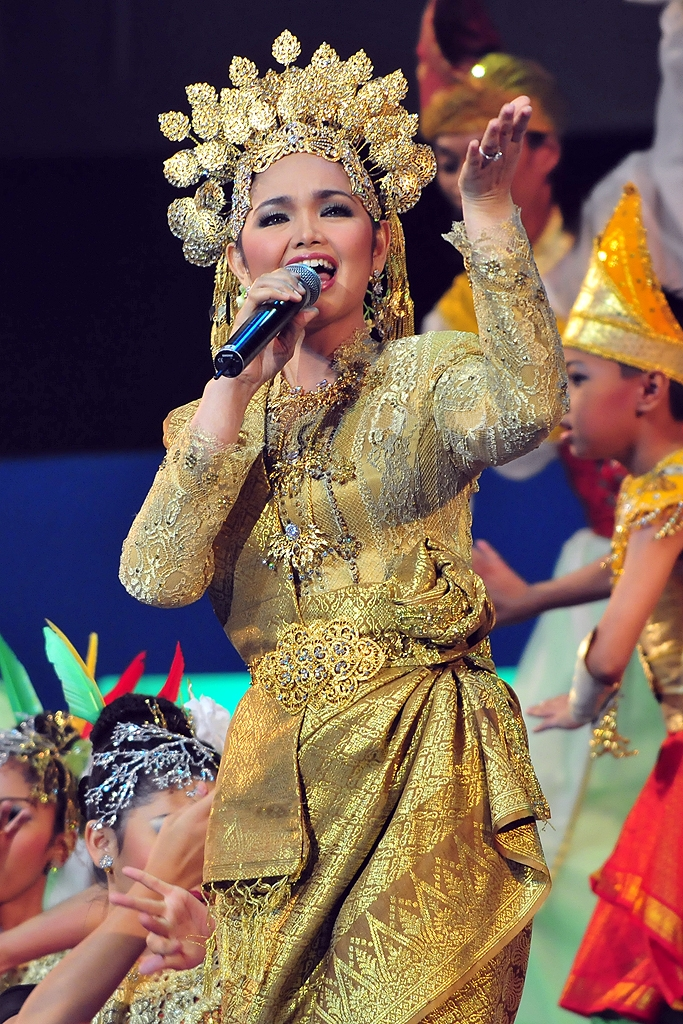
Сити Нурхализа на Международном кино-фестевале. Куала-Лумпур 2008.

Сити родилась в деревне Кампунг Ава (провинция Темерлох). Она была пятым ребенком в семье из 8.
Впервые девочка публично спела в свои шесть лет, в местной деревенской школе. В 1991 году 12-летняя Сити выиграла местное патриотическое соревнование с песней «Bahtera Merdeka».
Первый альбом записала в 1995 году, после победы на местном шоу «Bintang HMI».
В 18 лет она стала известной фигурой индонезийской музыкальной индустрии. Её биография в 1997 году опубликована в известном журнале POS Kota.